# Richard Addinsell
Richard Addinsell (Londres, 13 janvier 1904 - Londres, 14 novembre 1977), est un compositeur britannique.
Addinsell étudia d’abord le droit au Hertford College de l'université d'Oxford, puis se tourna vers la musique au Royal College of Music de Londres. Il poursuivit sa formation musicale à Berlin et à Vienne de 1929 à 1932, et aux États-Unis.
Il a composé pour le film Dangerous Moonlight (1941) une pièce pour piano et orchestre dans le style de Rachmaninov, appelée Concerto de Varsovie, devenue très célèbre.

## Filmographie partielle
- 1932 : His Lordship
- 1936 : The Amateur Gentleman (en) de Thornton Freeland
- 1937 : L’Invincible Armada (Fire Over England)
- 1937 : Dark Journey
- 1937 : Farewell Again
- 1938 : South Riding
- 1938 : Vessel of Wrath
- 1939 : The Lion Has Wings
- 1940 : Britain at Bay
- 1940 : Men of the Lightship
- 1940 : The Big Blockade
- 1940 : Hantise (Gaslight) de Thorold Dickinson
- 1940 : Espionne à bord (Contraband)
- 1940 : The Murder in Thornton Square
- 1941 : Old Bill and Son
- 1941 : Dangerous Moonlight
- 1941 : Love on the Dole
- 1941 : This England
- 1942 : This Is Colour
- 1942 : The Day Will Dawn
- 1943 : The New Lot
- 1945 : A Diary for Timothy
- 1945 : L’esprit s’amuse (Blithe Spirit)
- 1946 : Alice (TV)
- 1949 : Les Amants passionnés (The Passionate Friends)
- 1949 : Les Amants du Capricorne (Under Capricorn)
- 1950 : The Black Rose
- 1950 : Mission dangereuse (Highly Dangerous) de Roy Ward Baker
- 1951 : Tom Brown’s Schooldays
- 1951 : Scrooge
- 1951 : Encore
- 1953 : The Secret Cave
- 1953 : La Belle Espionne (Sea Devils)
- 1954 : Le Beau Brummel (Beau Brummell)
- 1955 : Out of the Clouds
- 1955 : Alice au pays des merveilles (TV)
- 1957 : Le Prince et la Danseuse (The Prince and the Showgirl)
- 1958 : Sous la terreur (A Tale of Two Cities)
- 1960 : Macbeth (TV)
- 1961 : Un si bel été (The greengage summer / Loss of innocence)
- 1961 : Le Visage du plaisir (The Roman Spring of Mrs. Stone)
- 1962 : Les Femmes du général (Waltz of the Toreadors)
- 1962 : L'Homme qui aimait la guerre (The War Lover)
- 1965 : Les Chemins de la puissance
- 1983 : Alice au pays des merveilles